# Chapelle de Saint-Jean-du-Bleymard
La chapelle de Saint-Jean-du-Bleymard est une petite église catholique romaine située au Bleymard (Occitanie) en France.

## Localisation
La chapelle est située à Saint-Jean-du-Bleymard sur la commune du Bleymard, dans le département français de la Lozère.

## Historique
L'édifice est classé au titre des monuments historiques en 1979.